# Черник, Иван (хоккеист)
Иван Черник (словац. Ivan Čiernik; род. 30 октября 1977 года, Левице, Чехословакия) — словацкий хоккеист, центральный нападающий.

## Карьера
Хоккейную карьеру начал в 1994 году выступлениями за команду ХК «Нитра».
В 1996 году был выбран на драфте НХЛ под 216-м общим номером командой «Оттава Сенаторз».
В течение профессиональной клубной игровой карьеры защищал цвета команд «Нитра», «Оттава Сенаторз», «Вашингтон Кэпиталз», «Вольфсбург», «Кёльнер Хайе», «Сибирь», «Мальмё Редхокс», «Ганновер Скорпионс», «Аугсбургер Пантер», «Айспиратен» (Криммитшау).
В общем провел 91 матч в НХЛ, включая 2 игры плей-офф Кубка Стэнли.